# Xenopus boumbaensis
Xenopus boumbaensis là một loài ếch trong họ Pipidae. Chúng là loài đặc hữu của Cameroon.
Các môi trường sống tự nhiên của chúng là các khu rừng ẩm ướt đất thấp nhiệt đới hoặc cận nhiệt đới, sông, đầm nước ngọt, và đầm lầy nước ngọt có nước theo mùa.